# درونی‌ترین ماهیچه میان‌دنده

درونی‌ترین ماهیچه میان‌دنده

درونی‌ترین ماهیچه میان‌دنده (به انگلیسی: Innermost intercostal muscle) لایه ای از ماهیچه میان‌دنده است در سطوح عمقی قرار دارد و شامل اعصاب میان‌دنده سرخرگ‌ها و سیاهرگ‌های میان‌دنده و ماهیچه میان‌دنده درونی می‌باشد. این‌ها شامل موارد زیر می‌باشند:
- ماهیچه توراسیس عرضی جلویی (به انگلیسی: transversus thoracis anteriorly)
- ماهیچه جانبی ورقه‌ای (که از یک فضای بین دنده‌ای عبور کرده‌اند) (به انگلیسی: lateral muscle slips laterally)
- ماهیچه زیر دنده‌ای عقبی (که اغلب از بیش از یک فضای بین دنده ای عبور کرده‌اند) (به انگلیسی: subcostalis posteriorly)

## پیوندها
- ماهیچه میان‌دنده درونی
- ماهیچه میان‌دنده برونی
- ماهیچه میان‌دنده